# Andrzej Wróblewski (fotograf)
Andrzej Kazimierz Wróblewski (ur. 1942 w Piotrkowie Trybunalskim) – polski artysta fotograf, fotoreporter. Członek rzeczywisty i Artysta Fotoklubu Rzeczypospolitej Polskiej Stowarzyszenia Twórców (AFRP). Członek Okręgu Gdańskiego Związku Polskich Artystów Fotografików. Członek Gdańskiego Towarzystwa Fotograficznego. Kurator Międzynarodowych Plenerów Rzeźbiarsko-Malarskich Pole Sztuk w Rodowie.

## Życiorys
Andrzej Kazimierz Wróblewski związany z gdańskim środowiskiem fotograficznym – mieszka, pracuje, tworzy w Gdańsku. Zajmuje się fotografią aktu, fotografią architektury, fotografią dokumentalną, fotografią krajobrazową, fotografią krajoznawczą, makrofotografią, fotografią portretową, fotografią przyrodniczą, fotografią reportażową. Miejsce szczególne w jego twórczości zajmuje fotografia powstająca przy zastosowaniu technik alternatywnych, technik specjalnych, technik szlachetnych (m.in. platynotypia, guma chromianowa, cyjanotypia, mokry kolodion, druk piezography, digigraphy) oraz fotografia kolekcjonerska. 
Andrzej Wróblewski w latach 1961–1965 jako fotoreporter współpracował z Kielecką Gazetą Codzienną. Od 1966 roku jest członkiem rzeczywistym Gdańskiego Towarzystwa Fotograficznego. Jest autorem i współautorem wielu wystaw fotograficznych; indywidualnych, zbiorowych oraz pokonkursowych – na których otrzymał wiele nagród i wyróżnień. W 2017 roku został przyjęty w poczet członków Fotoklubu Rzeczypospolitej Polskiej Stowarzyszenia Twórców. Decyzją Komisji Kwalifikacji Zawodowych Fotoklubu RP, otrzymał dyplom potwierdzający kwalifikacje do wykonywania zawodu artysty fotografa, fotografika (legitymacja nr 422). W 2019 roku został członkiem rzeczywistym Okręgu Gdańskiego Związku Polskich Artystów Fotografików (legitymacja nr 1231). 
W 2018 roku został uhonorowany Medalem „Za Zasługi dla Fotografii Polskiej” – odznaczeniem przyznawanym przez Kapitułę Fotoklubu Rzeczypospolitej Polskiej Stowarzyszenia Twórców – w 100. rocznicę odzyskania przez Polskę niepodległości. W 2020 odznaczony Złotym Medalem „Za Fotograficzną Twórczość” – odznaczeniem ustanowionym przez Zarząd i przyznawanym przez Kapitułę Fotoklubu Rzeczypospolitej Polskiej Stowarzyszenia Twórców, w odniesieniu do obchodów 25-lecia powstania Fotoklubu RP.

## Odznaczenia
- Medal „Za Zasługi dla Fotografii Polskiej” (2018)[1][25][27]
- Złoty Medal „Za Fotograficzną Twórczość” (2020)[26]

## Wystawy Indywidualne
- Akt – Galerii GTF (Gdańsk 2017)[28]
- Portrety Ziemi – Galeria Wojewódzkiej i Miejskiej Biblioteki Publicznej (Gdańsk 2018)[29]
- Prawda – Galeria ZPAP (Gdańsk 2019)[30]
- Portrety Ziemi – Centrum Teatru Muzyki i Tańca (Kutno 2019)[31]
- Portret rzeczywisty – Galeria ZPAP Dom Liter (Gdańsk 2024)[32]
- Maskarada – Galeria Osowa (Gdańsk 2024)[33]
- Oblicza Istnienia – Kutnowski Dom Kultury (Kutno 2025)[34]